# Mermaid Avenue
Mermaid Avenue — студийный альбом английского фолк-рок музыканта Билли Брэгга и американской группы Wilco, изданный 23 июня 1998 года на лейбле Elektra Records. В него вошли ранее не звучавшие тексты песен американского фолк-певца Вуди Гатри, положенные на музыку, написанную и исполненную Брэггом и Wilco. Он начинает проект, первоначально задуманный дочерью Гатри, Норой Гатри, который также привёл к выпуску альбома Mermaid Avenue Vol. II в 2000 году. Оба тома были собраны в бокс-сет 2012 года вместе с третьим томом под названием Mermaid Avenue: The Complete Sessions.
Проект назван в честь песни «Mermaid’s Avenue», написанной Гатри. Так же называлась улица в Кони-Айленде (штат Нью-Йорк), на которой жил Гатри. Согласно журналу American Songwriter Magazine, «проект Mermaid Avenue важен для того, чтобы показать, что Вуди Гатри мог осветить то, что происходило внутри него, так же хорошо, как он мог подробно описать бедственное положение своих товарищей». Он был признан номером 939 в рейтинге Колина Ларкина из его книги «1000 лучших альбомов всех времён» (3-е издание, 2000).

## История
Весной 1995 года дочь Вуди Гатри Нора связалась с британским фолк-трубадуром Билли Брэггом, чтобы написать музыку к подборке законченных текстов Гатри. Гатри оставил после себя более тысячи полных текстов, написанных в период с 1939 по 1967 год, к которым не было музыки, кроме расплывчатых стилистических обозначений. Брэгг выбрал несколько песен для завершения, как и Джефф Твиди из альт-кантри-группы Wilco (часто с коллегой Джеем Беннеттом). Нора Гатри навязала им общую цель: Вместо того чтобы воссоздавать мелодии Гатри, они должны писать так, как будто сотрудничают с Вуди, создавая новую, жизненно важную музыку для текстов. Оба артиста написали больше песен, чем могло поместиться на Mermaid Avenue, которая аккуратно поделена между Брэггом и Wilco, причем Брэгг взял на себя ведущую роль в восьми из 15 песен.

## Отзывы
| Оценки критиков               | Оценки критиков |
| Источник                      | Оценка          |
| ----------------------------- | --------------- |
| AllMusic                      | [ 5 ]           |
| Chicago Sun-Times             | [ 6 ]           |
| Entertainment Weekly          | B+              |
| The Guardian                  | [ 8 ]           |
| Los Angeles Times             | [ 9 ]           |
| Pitchfork                     | 7.8/10          |
| Rolling Stone                 | [ 11 ]          |
| The Rolling Stone Album Guide | [ 12 ]          |
| Spin                          | 8/10            |
| The Village Voice             | A               |

Альбом получил положительные отзывы музыкальной критики и интернет-изданий.
Стивен Томас Эрлевайн из AllMusic отметил, что «Результат почти полностью восхитителен, главным образом потому, что все участники проекта верны буйному духу Гатри — это трепетный проект, который знает, как повеселиться. По всему альбому разбросано множество мелких, неотразимых жемчужин, и большинство из них принадлежат Брэггу. Если прекрасные работы Wilco неразрывно связаны с 90-ми, как в лучшую, так и в худшую сторону, то музыка Брэгга звучит современно и в то же время передает народные традиции Гатри. Сочетание традиционалистской чувствительности Брэгга и современного стиля Wilco в конечном итоге показывает, что слова, идеалы и эстетика Гатри остаются живыми и в 90-е годы. Это замечательная пластинка, которая заслуживает продолжения».

## Список композиций
Все тексты написаны Вуди Гатри.
| №   | Название                                                      | Музыка                                                           | Длительность |
| --- | ------------------------------------------------------------- | ---------------------------------------------------------------- | ------------ |
| 1.  | «Walt Whitman's Niece» (Words: 1946; Music: 1997)             | Билли Брэгг                                                      | 3:53         |
| 2.  | «California Stars» (Music: 1997)                              | Джей Беннетт/Джефф Туиди                                         | 4:57         |
| 3.  | «Way Over Yonder in the Minor Key» (Words: 1946; Music: 1997) | Брэгг                                                            | 4:06         |
| 4.  | «Birds and Ships» (Music: 1997)                               | Брэгг                                                            | 2:13         |
| 5.  | «Hoodoo Voodoo»                                               | Wilco (Туиди/Беннетт/John Stirratt/Ken Coomer)/Брэгг/Кори Харрис | 3:12         |
| 6.  | «She Came Along to Me» (Words: 1942; Music: 1998)             | Брэгг/Туиди/Беннетт                                              | 3:26         |
| 7.  | «At My Window Sad and Lonely» (Words: 1939; Music: 1997)      | Туиди                                                            | 3:27         |
| 8.  | «Ingrid Bergman» (Words: 1950; Music: 1996)                   | Брэгг                                                            | 1:50         |
| 9.  | «Christ for President» (Music: 1997)                          | Туиди/Беннетт                                                    | 2:39         |
| 10. | «I Guess I Planted» (Music: 1997)                             | Брэгг                                                            | 3:32         |
| 11. | «One by One» (Words: 1939; Music: 1997)                       | Туиди                                                            | 3:22         |
| 12. | «Eisler on the Go» (Music: 1997)                              | Брэгг                                                            | 2:56         |
| 13. | «Hesitating Beauty» (Words: 1949; Music: 1997)                | Туиди                                                            | 3:04         |
| 14. | «Another Man's Done Gone» (Music: 1998)                       | Брэгг                                                            | 1:34         |
| 15. | «The Unwelcome Guest» (Words: 1940; Music: 1996)              | Брэгг                                                            | 5:09         |

## Чарты
| Чарт (1998—1999)                 | Высшая позиция |
| -------------------------------- | -------------- |
| Австралия (ARIA)                 | 12             |
| Великобритания (UK Albums Chart) | 34             |
| США (Billboard 200)              | 90             |

## Сертификации
| Регион | Сертификация | Продажи |
| --- | ------------ | ------- |
| Австралия (ARIA) | Золотой      | 35 000^ |
| Великобритания (BPI) | Серебряный   | 60 000* |
| * Данные о продажах приведены только на основе сертификации. ^ Данные о тиражах приведены только на основе сертификации. |              |         |